# St. Nikolai (Oberbobritzsch)

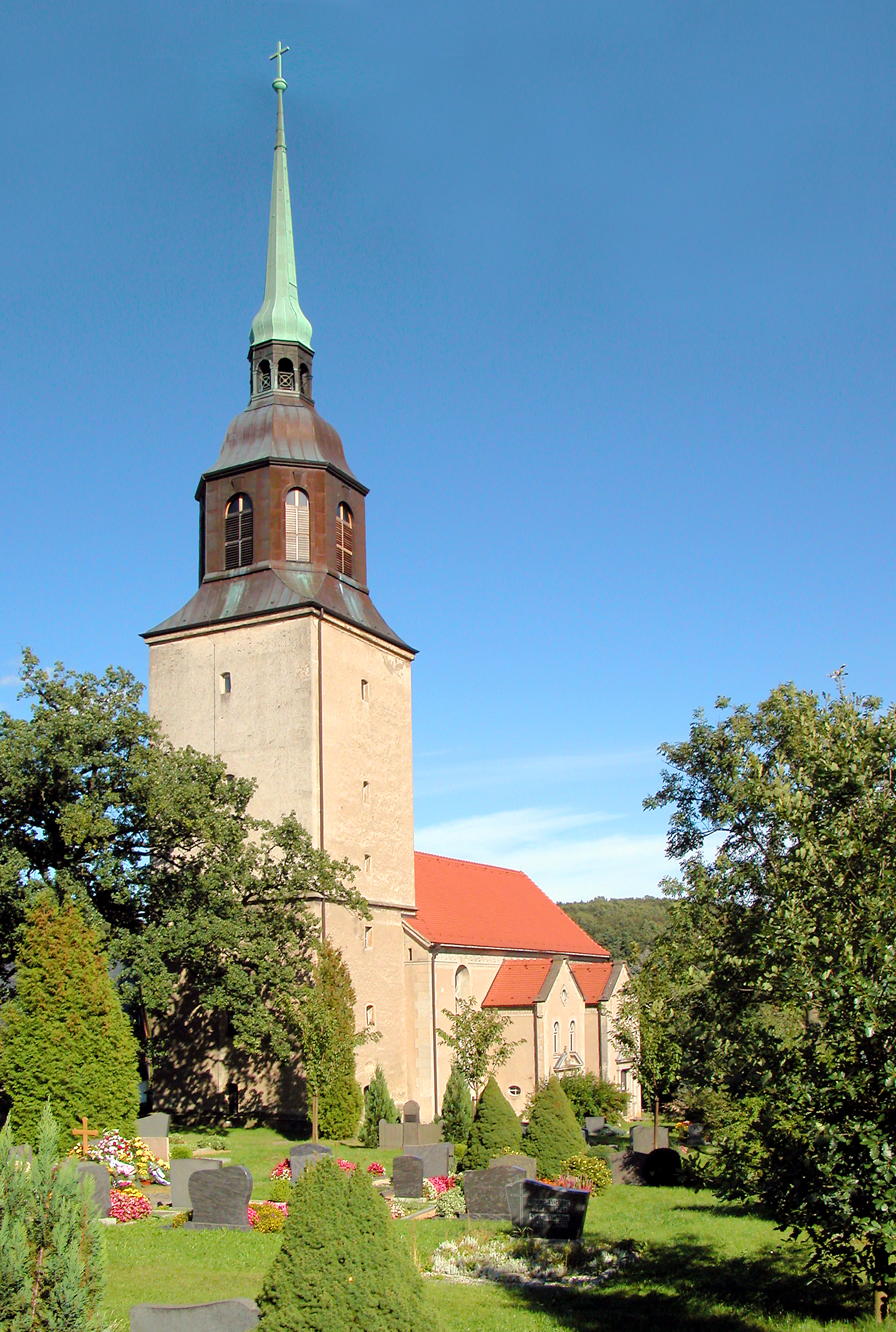
St. Nikolai in Oberbobritzsch

Die evangelische Dorfkirche St. Nikolai ist eine im Kern mittelalterliche, mehrfach umgebaute Saalkirche im Ortsteil Oberbobritzsch der Gemeinde Bobritzsch-Hilbersdorf im Landkreis Mittelsachsen in Sachsen. Sie gehört zur Kirchgemeinde Oberbobritzsch im Kirchenbezirk Freiberg der Evangelisch-Lutherischen Landeskirche Sachsens und ist durch ihren bedeutenden spätgotischen Flügelaltar und die allerdings mehrfach umgebaute Orgel Gottfried Silbermanns bekannt.

## Geschichte und Architektur

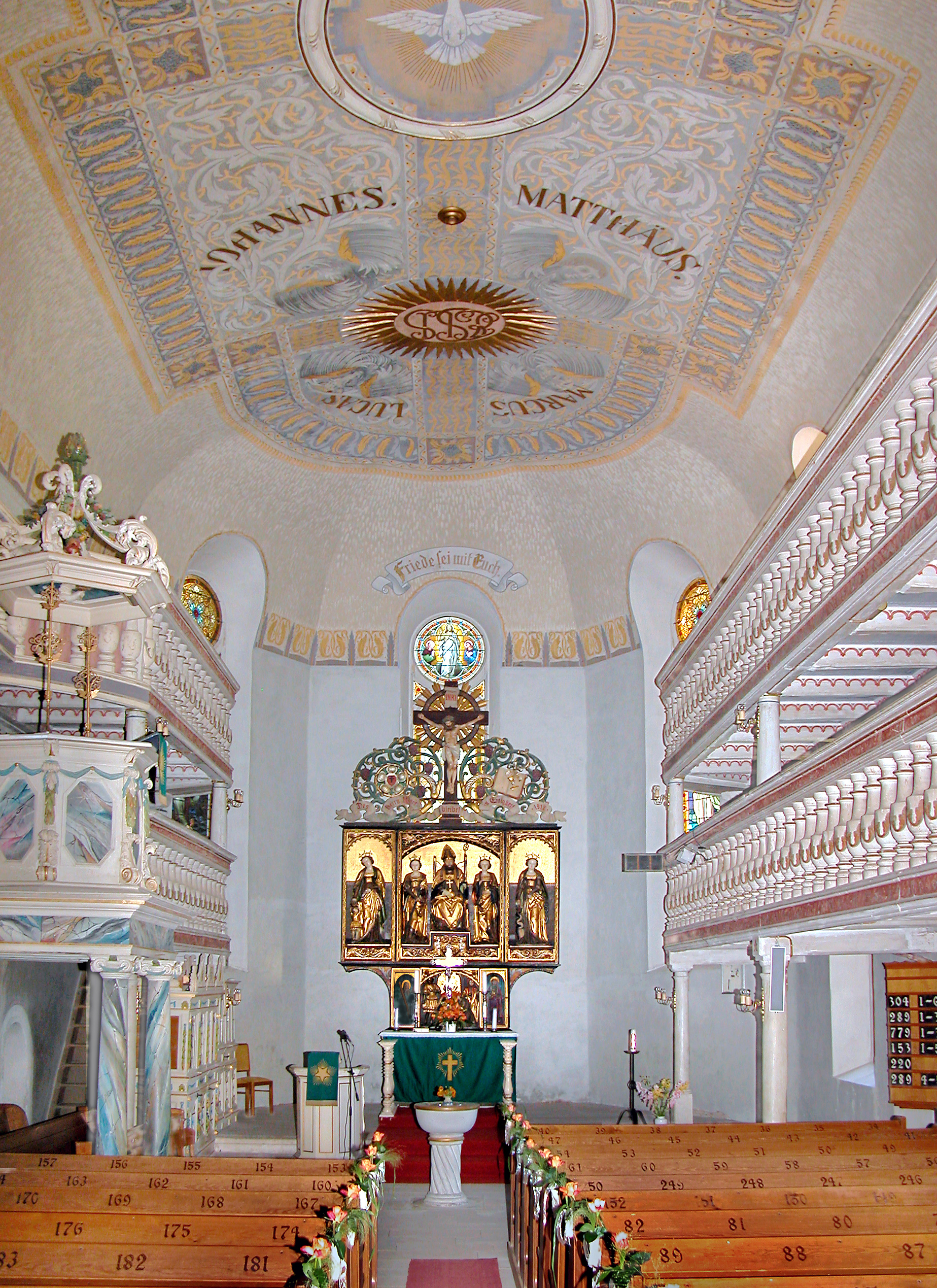
Innenansicht

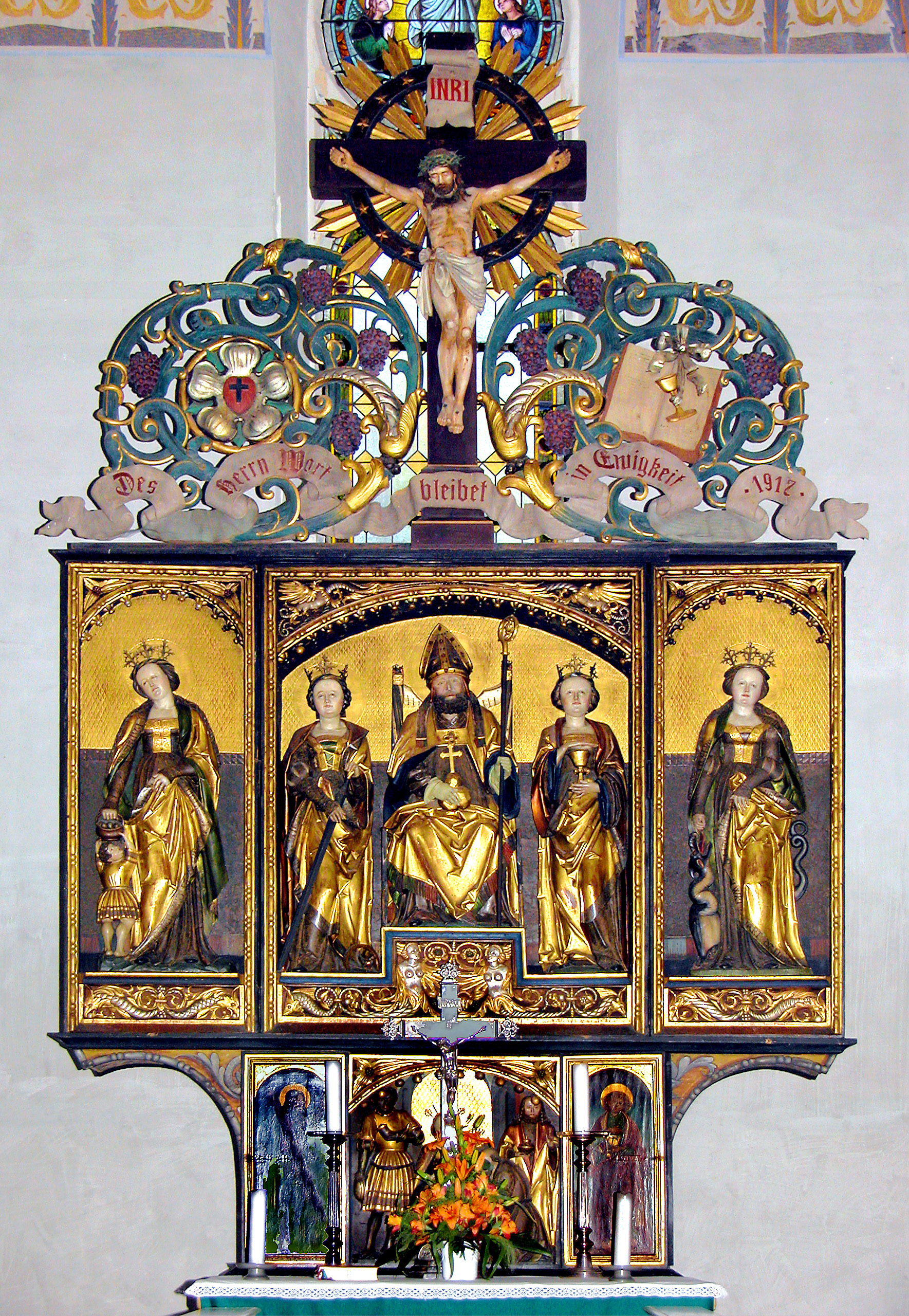
Altar

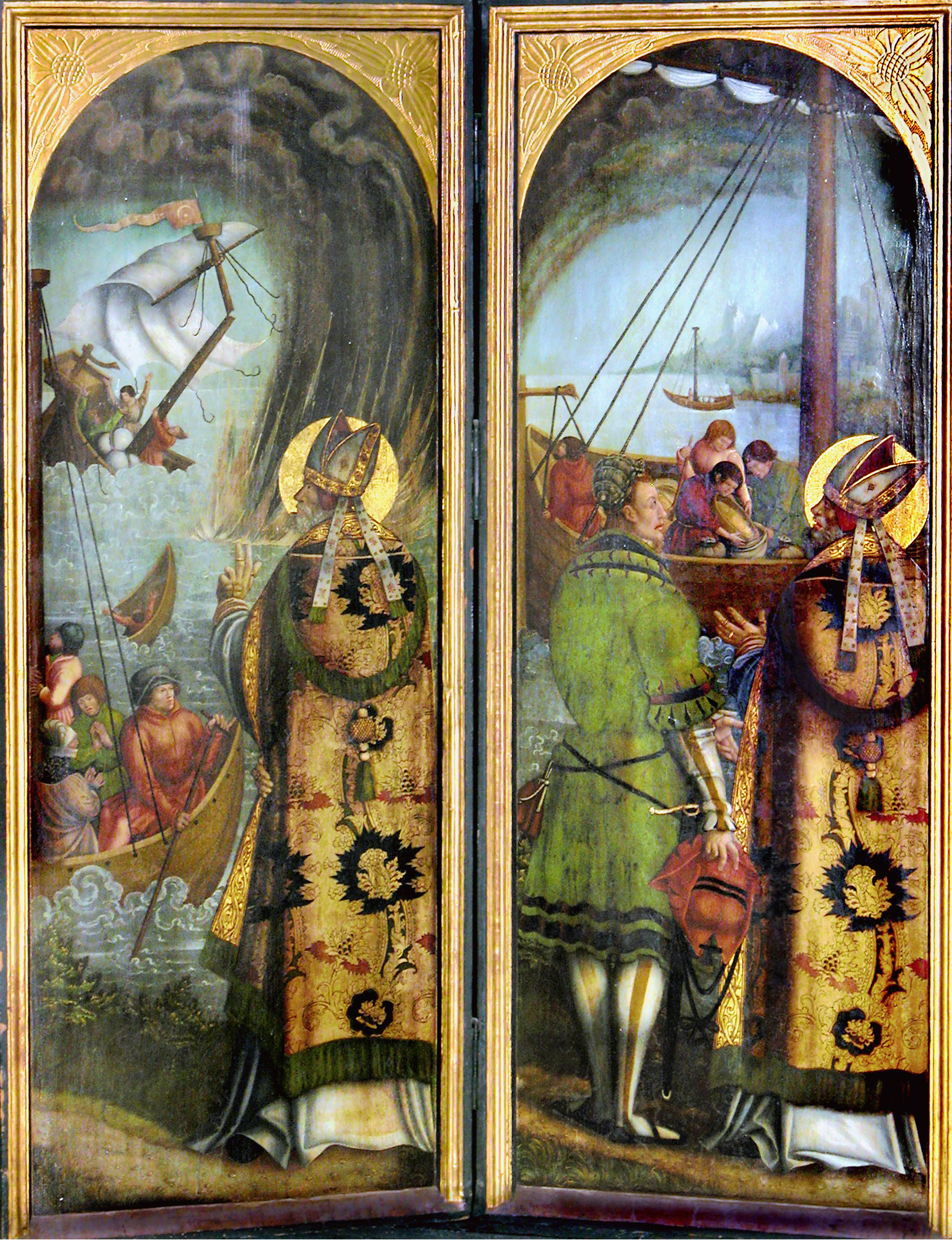
Altar, erste Wandlung

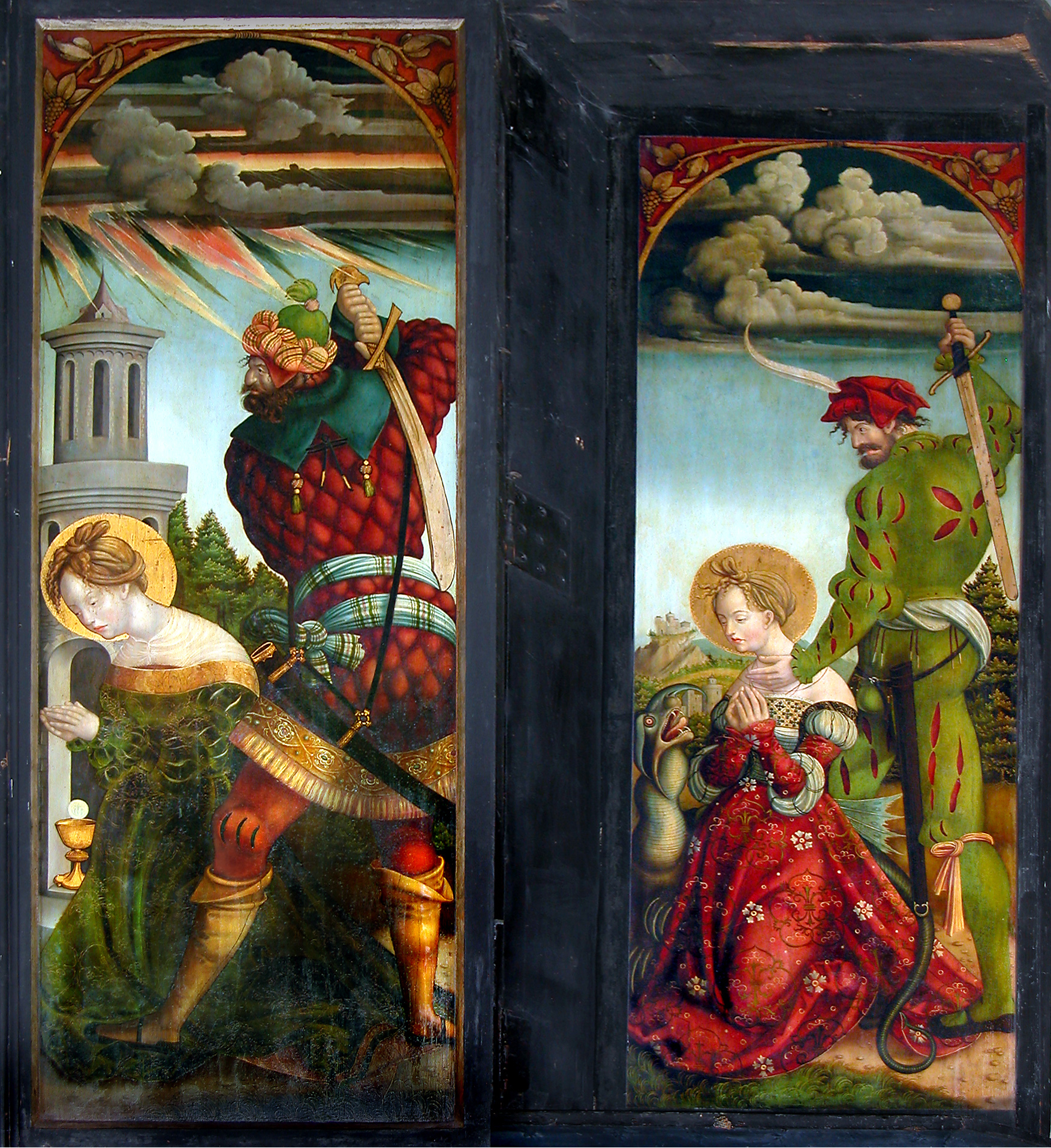
Altar, zweite Wandlung

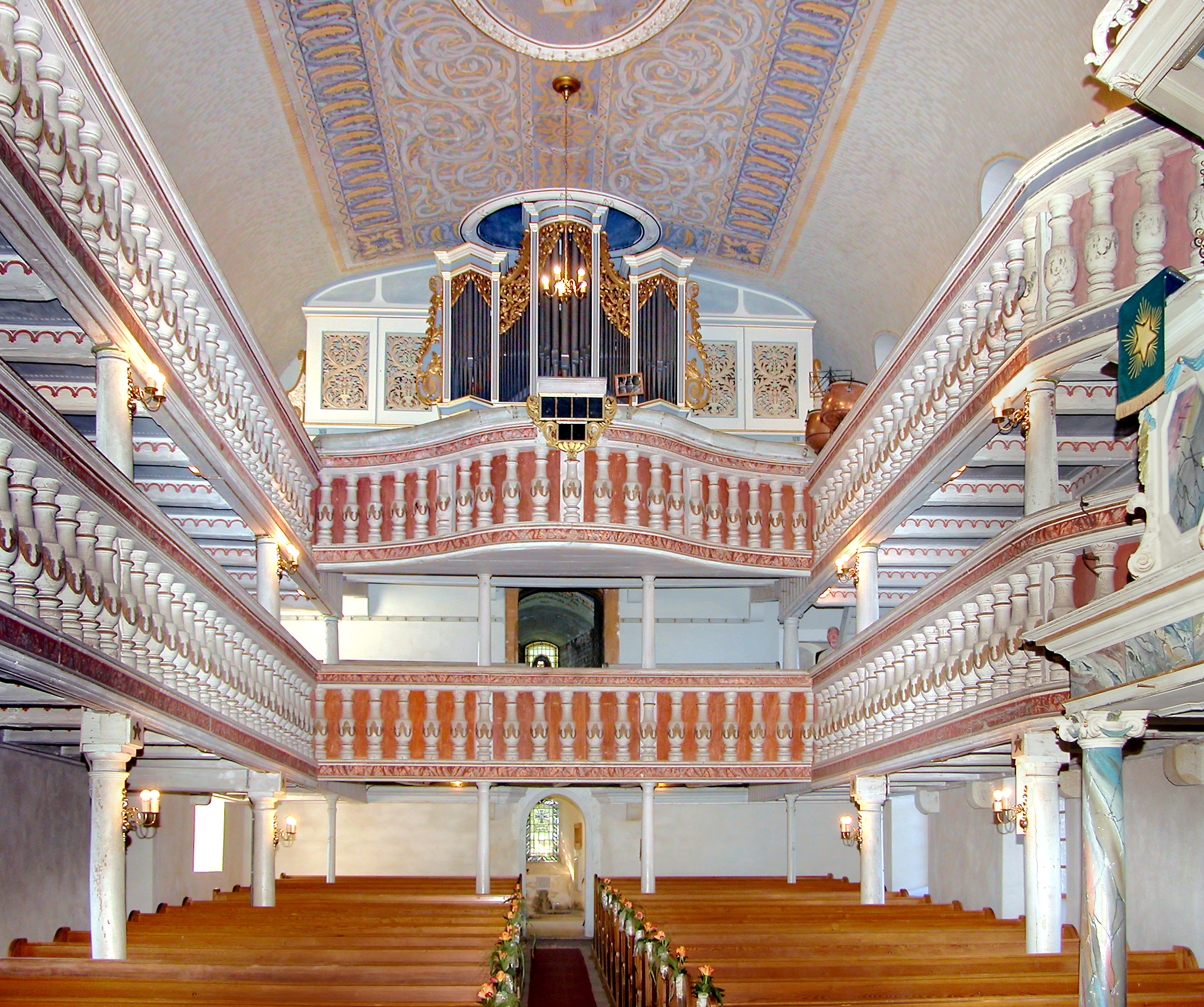
Blick nach Westen zur Orgel

Die Kirche ist eine langgestreckte Saalkirche mit einer beachtlichen Ausstattung. Die Umfassungsmauern sind vermutlich noch weitgehend mittelalterlich; die Untergeschosse des vorgelagerten Westturms zeigen Formen des 14. Jahrhunderts. Ein durchgreifender Umbau vor allem im Innern erfolgte 1710, nochmalige eingreifende Veränderungen 1902/1903. Restaurierungen wurden 1966 und 1979 vorgenommen.
Das Bauwerk ist ein verputzter Bruchsteinbau mit dreiseitigem Schluss und zeigt gestreckte Rundbogenfenster. Das ehemalige Kreuzdach und der hohe schlanke Dachreiter des quadratischen Turmes wurden 1902 durch einen kupfernen Aufsatz ersetzt. Im Innern wurde ein flaches Tonnengewölbe eingebaut und mit Schablonenmalerei versehen, die letztere vermutlich von 1902/1903. Die Raumwirkung wird durch die zweigeschossigen Emporen an drei Seiten mit kräftigen Balusterbrüstungen geprägt. In die nördliche Empore ist die weit vorkragende und von Säulen gestützte Kanzel eingebaut, zum Chor hin Betstübchen von 1710. Beide werden durch aufwändigen Dekor hervorgehoben.

## Ausstattung
Der Altar von 1521 ist einer der bedeutendsten Flügelaltäre Sachsens. Außer den qualitätvollen Schnitzfiguren und den hervorragenden Malereien ist das Auftreten von Renaissance-Ornamentik hervorzuheben. Die Schnitzfiguren stammen aus der Werkstatt des Meisters der Freiberger Domapostel, auf den auch einige Figuren des Jungfrauenzyklus im Freiberger Dom zurückgehen. Die Gemälde schuf der sogenannte Meister des Oberbobritzscher Altars; sie sind vergleichbar mit denjenigen der Altäre in der Kirche Seifersdorf, Hennersdorf und in St. Nikolai in Dippoldiswalde.
In der Predella findet sich eine geschnitzte Darstellung der Anbetung der Heiligen Drei Könige, darüber im Schrein der heilige Nikolaus auf dem Bischofsthron, neben ihm die Heiligen Katharina und Barbara, in den Flügeln die Schnitzfiguren der Heiligen Margareta und Dorothea. Die erste Wandlung zeigt in vier Gemälden Geschichten aus der Nikolauslegende: Die Rettung der drei Töchter eines verarmten Edelmannes vor dem Verkauf in das Freudenhaus, Rettung von drei Kriegern vor der Hinrichtung sowie Nikolaus als Patron der Schiffer mit der Rettung von drei Pilgern aus Seenot und als Patron der Bäcker bei einer Hungersnot in Myra durch ein Wunder die Kornschiffe füllend. Die bemalten Vorderseiten der Predellenflügel zeigen den heiligen Andreas und Johannes den Evangelisten. Die zweite Wandlung gibt in leuchtenden Farben die Martyrien der Heiligen Dorothea, Katharina, Barbara und Margareta wieder. Auf den Rückseiten der Predellenflügel sind die Heiligen Ursula und Agatha gemalt.
Der geschnitzte Aufsatz von 1917 ersetzt ein ehemaliges Gesprenge, zu dem vermutlich eine beschädigte Anna selbdritt (jetzt im Pfarrarchiv) und zwei Putten, die ursprünglich zwei Wappen flankierten, gehören.
Die Taufe von 1534 zeigt eine runde Kuppa auf gedrehtem Fuß und wurde wohl 1880 leicht verändert und neu gefasst. Nach Entwürfen von Ludwig Otto entstanden die Buntglasfenster von Bruno Urban, beide aus Dresden. Sie zeigen links die Darstellung Petri Fischzug, rechts Verklärung, Auferstehung und Himmelfahrt in der Gestalt des auf einer lichten Wolke aufschwebenden Christus. Im ersten Turmobergeschoss findet sich die sogenannte Lutherstube von 1917 mit polychromer Schablonenmalerei.

## Orgel
Die Orgel wurde 1716 von Gottfried Silbermann erbaut. In den Jahren 1915/1916 wurde sie durch die Werkstatt Julius Jahn & Sohn grundlegend umgebaut: Die vorhandenen Windladen wurden gegen Kegelladen, die mechanischen Trakturen gegen pneumatische ausgetauscht. Weitere Änderungen nahmen 1946 die Werkstatt Eule Orgelbau Bautzen und 1980 die Werkstatt Wilhelm Rühle vor. Im Jahr 2001 wurde durch Georg Wünning die Disposition der von 1916 angenähert und das Pfeifenwerk von Jahn wieder verwendet. Die gegenwärtige Disposition lautet:
| I Manual C–g3    |       |
| Principal        | 8′    |
| Bordun           | 8′    |
| Prestant         | 4′    |
| Rohrflöte        | 4′    |
| Nassat           | 2 ⁄3′ |
| Octave           | 2′    |
| Sifflöte         | 1′    |
| Cornet V (ab c1) |       |
| Mixtur III       |       |

| II Manual C–g3 |    |
| Gambe          | 8′ |
| Salicional     | 8′ |
| Gedackt        | 8′ |
| Gemshorn       | 4′ |
| Waldflöte      | 2′ |
| Oboe           | 8′ |

| Pedal C–f1 |     |
| Subbass    | 16′ |
| Octavbass  | 8′  |
| Posaune    | 16′ |

- Koppeln:
  - Normalkoppeln: II/I Manualcoppel, Pedalcoppel I, Pedalcoppel II
  - Superoktavkoppeln: Oberoctavcoppel II
  - Suboktavkoppeln: Unteroctavcoppel II/I, Unteroctavcoppel II
- Nebenregister: Tremulant
- Spielhilfen: 3 feste Kombinationen, Crescendowalze
- Stimmung: Höhe a1 = 441 Hz, gleichstufig
- Winddruck: etwa 85 mmWS

## Geläut
Das Geläut besteht aus drei Bronzeglocken, der Glockenstuhl ist aus Eichenholz. die Glockenjoche aus Stahlguss.
Im Folgenden eine Datenübersicht des Geläutes:
| Nr. | Gussdatum | Gießer                        | Material | Durchmesser | Masse   | Schlagton |
| --- | --------- | ----------------------------- | -------- | ----------- | ------- | --------- |
| 1   | 1902      | Glockengießerei C.A. Bierling | Bronze   | 1750 mm     | 2800 kg | b°        |
| 2   | 1902      | Glockengießerei C.A. Bierling | Bronze   | 1385 mm     | 1400 kg | d′        |
| 3   | 1902      | Glockengießerei C.A. Bierling | Bronze   | 1160 mm     | 800 kg  | f′        |